# Selo Imperial do Japão
O Selo Imperial do Japão (菊花紋章 Kikka Monsyo, oficialmente; 菊の御紋 Kiku no Gomon, popularmente; "Nobre Símbolo do Crisântemo" ou "Selo Imperial do Crisântemo", ambos literalmente) é um mon ou selo usado por membros da família imperial japonesa. Sob a Constituição Meiji, ninguém estava permitido a usar o selo imperial, com a exceção do Imperador do Japão; logo cada membro da família imperial usava uma versão ligeiramente modificada do selo. Alguns santuários xintoístas usaram relevantes versões modificadas do Selo Imperial, e outros santuários incorporaram elementos desse em seus próprios emblemas.
O símbolo é um crisântemo amarelo ou laranja com linhas pretas ou vermelhas. A esfera central é cercada por um jogo dianteiro de dezesseis pétalas. O jogo traseiro de pétalas é coberto parcialmente pelo jogo dianteiro, sendo visível nas bordas da flor. Alguns membros da família imperial usam catorze pétalas ao em vez de dezesseis.
Como um costume, o Selo Imperial é tratado como se fosse o Selo Nacional. Ele se encontra, por exemplo, nas capas dos passaportes japoneses.